# Унанян, Ованес Вагаршакович
Оване́с Вагарша́кович Унаня́н (арм. Հովհաննես Վաղարշակի Հունանյան; 10 июня 1952, Ахалкалаки, Грузинская ССР) — армянский государственный и военный деятель, генерал-лейтенант полиции (2006).
- 1970—1975 — юридический факультет Ереванского государственного университета.
- C 1975 — работал в аппарате министерства внутренних дел Армении.
- 1994—2003 — заместитель министра внутренних дел Армении.
- 2003-2013 — заместитель начальника полиции Армении.
- Заслуженный работник МВД России (2001), национальной безопасности (2002), МВД Армении (2003).
- Награждён медалью «За заслуги перед Отечеством» I степени (2012)[1].
- Орден министерства обороны Армении Драстамат Канаян.
- Орден Гарегина Нжде, Андраник Озаняна, Маршала Баграмяна.